# Бабченко Олексій Трохимович
Олексій Трохимович Бабченко (1881, місто Курськ, тепер Російська Федерація — ?) — радянський державний діяч, залізничник, бригадир заготівельного цеху паровозного депо станції Бєлгород Курської області. Депутат Верховної ради СРСР 2-го скликання.

## Життєпис
Трудову діяльність розпочав у 1896 році учнем слюсаря Бєлгородського залізничного депо. У 1905 році брав участь у страйковому русі.
У 1917 році воював проти загонів генерала Корнілова біля Томарівки.
Працював у депо станції Бєлгород Південної залізниці.
У 1941—1943 роках — бригадир із ремонту паровозів депо Казалінськ Оренбурзької залізниці.
З 1943 року — бригадир заготівельного цеху, майстер виробничого навчання паровозного депо станції Бєлгород Південної залізниці.
Подальша доля невідома.

## Нагороди і звання
- орден Трудового Червоного Прапора
- медалі